# Phalops tuberosus
Phalops tuberosus là một loài bọ cánh cứng trong họ Bọ hung (Scarabaeidae).